# Музей казачьего сопротивления
Музей казачьего сопротивления (также Музей антибольшевистского сопротивления) — частный музей, созданный общественным деятелем В. П. Мелиховым, посвящённый российскому казачеству врёмен Гражданской войны в России. Расположен в деревне Плещеево, недалеко от Подольска Московской области.
Создателем и руководителем В. П. Мелиховым музей позиционируется как просветительский Научно-исследовательский центр по изучению истории казачества и антибольшевистского сопротивления.

## История музея
Музей открыт 31 июля 2010 года в личном поместье предпринимателя, казачьего активиста Владимира Петровича Мелихова в подмосковном Подольске (В. П. Мелиховым также открыт мемориальный комплекс в станице Еланской). На территории усадьбы расположено трёхэтажное здание музея, часовня РПЦЗ и памятники: Добровольцу русской армии работы скульптора К. Р. Чернявского и Николаю II (копия памятника В. М. Клыкова в селе Тайнинском).
В музее девять залов, в которых представлены материалы по истории казачества, русско-японской войны, революции 1905 года, Первой мировой войны, февральской и октябрьской революций, белого движения и Гражданской войны в России, российской эмиграции, коллективизации, расказачивания и борьбы с религией, Гражданской войны в Испании, Великой Отечественной войны и коллаборационизма. Также представлены экспонаты, связанные с вождями антибольшевистского сопротивления — портреты, личные вещи, документы.
В рунете открытие музея вызвало бурные дискуссии, посвящённые допустимости включения в экспозицию материалов, освещающих историю коллаборационизма в Великой Отечественной войне (таких, как пропагандистские плакаты, предметы с нацистской символикой) и биографию отдельных лидеров коллаборационистских соединений — Краснова, Власова и других.